# 立憲民政黨

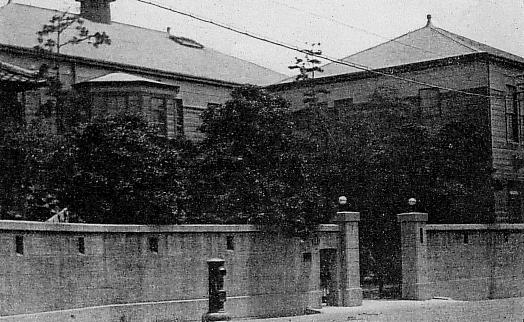
立憲民政黨本部

立憲民政黨（日语：／ Rikkenminseitō）是日本昭和時代的政黨。通稱「民政黨」，主张「議会中心政治」。
1927年6月1日，由憲政會和政友本黨合併成立。組織濱口內閣・第2次若槻內閣，和「皇室中心主義」的立憲政友會（政友會）共同實現兩黨制。1940年8月15日，和立憲政友會合流為大政翼贊會而解散。

## 概要
1927年，為了對抗政友會的田中義一內閣，前政權（第1次若槻內閣）的執政黨憲政會和從政友會離黨的床次竹二郎結成的政友本黨合併成立。6月1日，在上野精養軒舉辦結黨式，由濱口雄幸擔任總裁，若槻禮次郎（前首相・憲政會總裁）・床次竹二郎（政友本黨總裁）・山本達雄・武富時敏擔任黨顧問，櫻內幸雄擔任幹事長，安達謙藏・町田忠治・小泉又次郎・齋藤隆夫等10名擔任總務。

## 歷代立憲民政黨總裁一覽
| 代 | 總裁 | 總裁        | 在任期間                                              |
| -- | ---- | ----------- | ----------------------------------------------------- |
| 1  |      | 濱口雄幸    | 1927年（昭和2年）6月1日 - 1931年（昭和6年）4月13日    |
| 2  |      | 若槻禮次郎※ | 1931年（昭和6年）4月13日 - 1934年（昭和9年）11月1日   |
| 3  |      | 町田忠治    | 1935年（昭和10年）1月20日 - 1940年（昭和15年）8月15日 |

※退任後，由町田忠治總務會長任總裁代行（1934年11月9日 - 1935年1月20日）

## 獲得議席
- 第16回眾議院議員總選舉（1928年）-216
- 第17回眾議院議員總選舉（1930年）-273
- 第18回眾議院議員總選舉（1932年）-146
- 第19回眾議院議員總選舉（1936年）-205
- 第20回眾議院議員總選舉（1937年）-179

## 關連項目
- 立憲政友會
- 日本進歩黨

## 外部連結
- 桜田文庫（立憲民政党政務調査館旧蔵）｜国立国会図書館 憲政資料室[永久]